# وسنا میلوشویچ
وسنا میلوشویچ (انگلیسی: Vesna Milošević؛ زادهٔ ۲۹ اوت ۱۹۵۵) بازیکن هندبال اهل یوگسلاوی بود.